# Venticinque e ventuno
Venticinque e ventuno (스물다섯 스물하나?, Seumuldaseot seumulhanaLR, titolo internazionale Twenty-Five Twenty-One) è un drama coreano trasmesso su tvN dal 12 febbraio al 3 aprile 2022. La serie è stata distribuita in tutto il mondo sulla piattaforma di streaming Netflix.

## Trama
La crisi finanziaria asiatica di fine anni 90 manda in fumo i sogni e le speranze di una generazione di giovani sudcoreani della quale fanno parte la talentuosa schermitrice diciottenne Na Hee-do, che punta a diventare una campionessa internazionale ma che vede fallire il proprio club sportivo per mancanza di fondi, e il ventiduenne Baek Yi-jin, un rampollo di una famiglia proprietaria di un chaebol ma caduta in disgrazia a causa della bancarotta dell'azienda stessa.
Le vite dei due ragazzi e la loro voglia di rivalsa s'incrociano, e le vicende vengono raccontate da Kim Min-chae, figlia di Na Hee-do che nel 2021 trova il diario della madre.

## Personaggi e interpreti

### Personaggi principali
- Na Hee-do, interpretata da Kim Tae-ri (anni 90), Kim So-hyun (anni 2020), Ko Ye-rin (da bambina)

Protagonista dell'opera, è un giovane prodigio della scherma seppur non goda del supporto famigliare; vive sola con la madre in quanto il padre morì quando lei era alle elementari. Inizialmente vede nella coetanea e campionessa Go Yu-rim il proprio modello d'ispirazione, e in seguito alla chiusura del club di scherma della scuola Hee-do decide di trasferirsi nell'istituto Taeyang frequentato da Yu-rim; qui però scopre dei lati caratteriali della fuoriclasse che disprezza e presto diventa sua rivale dichiarata e odiata nemica, nonostante le due a loro insaputa sono amiche di chat. Grazie ad una serie di coincidenze conosce il 22-enne Baek Yi-jin con il quale stringe un forte legame che poi diventerà qualcosa di più, nonostante inizialmente i due sembrano appartenere a mondi diversi: lei un maschiaccio irresponsabile e un po' infantile, lui un ragazzo maturato velocemente a causa delle vicissitudini famigliari. Nella serie Hee-do colleziona i volumi di Full House, un manhwa realmente esistente e dal quale nel 2004 venne tratto un omonimo drama.
- Baek Yi-jin, interpretato da Nam Joo-hyuk

Figlio di una famiglia di industriali caduti in disgrazia a causa del fallimento aziendale, abita inizialmente da solo a Seul e poi si trasferisce temporaneamente a casa della madre e dello zio a Pohang assieme al fratello minore Yi-hyun. A 22 anni vive una vita di soli sacrifici, lavorando sia come ragazzo dei giornali chè come negoziante in una fumetteria, facendo da mentore al fratellino bullizzato, e venendo cercato e spesso umiliato dai creditori dell'azienda del padre, ma promette di riunire la propria famiglia e prende parte a numerosi colloqui di lavoro nel tentativo di avviare una carriera redditizia; riuscirà a diventare un giornalista sportivo per la rete televisiva UBS. Trova in Hee-do una ragazza con simili ambizioni e che riesce a renderlo felice.
- Go Yu-rim, interpretata da Bona (anni 90), Kyung Da-eun (da bambina)

Giovane fuoriclasse della scherma e vincitrice di una medaglia d'oro a soli 17 anni; si dedica interamente allo sport nel tentativo di garantire un futuro migliore alla propria famiglia, la quale naviga in una precaria condizione economica. Ha una forte rivalità con Hee-do che non si limita alla sola sfera sportiva, e Yi-jin vi finisce coinvolto suo malgrado; in realtà non sa che Hee-do è una sua amica di chat con la quale ha un ottimo rapporto d'amicizia online. È l'ex ragazza di Yi-jin verso il quale si sente in debito, in quanto la famiglia del ragazzo finanziò la partecipazione sportiva di Yu-rim.
- Moon Ji-woong, interpretato da Choi Hyun-wook

Compagno di classe di Hee-do, Yu-rim e Seung-wan, è il ragazzo più popolare della scuola e un appassionato di musica. Ha una cotta nemmeno tanto celata per Yu-rim, e inizialmente s'ingelosisce per la vicinanza tra la ragazza e Yi-jin. I suoi genitori sono divorziati e lui vive con la madre, la quale è spesso preoccupata per lo scarso rendimento scolastico di Ji-woong.
- Ji Seung-wan, interpretata da Lee Ju-myoung

Presidentessa di classe, è amica d'infanzia di Ji-woong e figlia della proprietaria della casa dove Yi-jin vive. È la migliore studentessa della scuola; è a capo del club radiofonico dell'istituto e sotto lo pseudonimo di DJ Wanseung conduce una radio pirata che si occupa dei problemi della sua generazione e dove critica il sistema scolastico sudcoreano.

### Personaggi secondari
- Shin Jae-kyung, interpretata da Seo Jae-hee

Madre di Hee-do e giornalista televisiva per la rete UBS; non ha mai sostenuto la figlia nella sua passione per la scherma.
- Yang Chan-mi, interpretata da Kim Hye-eun

Allenatrice di scherma di Hee-do e Yu-rim ed ex medaglia d'oro.
- Kim Min-chae, interpretata da Choi Myung-bin

Figlia di Hee-do negli anni 2020, è una ballerina che getta la spugna e decide di smettere con lo sport e fugge a casa della nonna, dove troverà il diario della madre.
- Baek Seong-hak, interpretato da Park Yoon-hee

Padre di Yi-jin; a causa del fallimento aziendale e dei debiti che gravano su di lui si vede costretto a scappare.
- Baek Yi-hyun, interpretato da Choi Min-young (anni 90), Kang Hoon (anni 2020)

Fratello minore di Yi-jin; è vittima di bullismo da parte dei compagni di classe che si scagliano contro di lui per il suo status di ex ricco.
- Jeong Ho-jin, interpretato da Choi Tae-joon

Membro dello staff della nazionale sudcoreana di scherma, è il primo fidanzato ufficiale di Hee-do, conosciuto durante la trasferta per il torneo asiatico. La ragazza si separerà velocemente da Ho-jin e ammetterà di averlo frequentato solamente per provare una prima esperienza di relazione amorosa.
- Seo Jung-hyeok, interpretato da Lee Chan-jong

Collega e mentore di Baek Yi-jin, lo segue nella sua crescita come reporter televisivo.
- Park PD, interpretato da Yoon Joo-man

Produttore che lavora per la rete televisiva UBS, ha un litigio con il collega Baek Yi-jin e diventa suo antagonista.
- Lee Ye-ji, interpretata da Jo Bo-young

Schermitrice in squadra con Hee-do e Yu-rim.

### Cameo
- Kim Jun-ho, interpreta sè stesso

Atleta della nazionale sudcoreana di scherma.
- Negoziante di telefoni cellulari, interpretato da Kim Nam-hee

## Colonna sonora
1. Taeil – Starlight – 3:45
2. Bae Ki-sung – I'll Shine on You to Dazzle – 3:15
3. BIBI – Very, Slowly – 4:21
4. Wonstein – Your Existence – 4:11
5. DK – Go! – 3:30
6. Jihyo – Stardust Love Song – 4:11
7. Kim Tae-ri, Nam Joo-hyuk, Bona, Choi Hyun-wook, Lee Ju-myoung – With – 4:30
8. Xydo – Free – 3:46
9. Seol Hoseung (SURL) – Your World – 3:27

Durata totale: 34:56

## Accoglienza
La serie ha riscontrato un gran successo a livello nazionale, classificandosi al primo posto per ascolti in Corea del Sud in tutte e otto le settimane di pubblicazione; l'episodio finale ha ottenuto uno share dell'11,5% a livello nazionale, classificandosi al tempo come il 18-esimo drama coreano via cavo più visto della storia.
Si è inoltre classificata nel Global Top 10 di Netflix per cinque settimane di fila.

### Ascolti
| Episodio | Data di trasmissione | Dati Nielsen Korea  | Dati Nielsen Korea         | Dati Nielsen Korea    |
| Episodio | Data di trasmissione | A livello nazionale | Area metropolitana di Seul | Totale telespettatori |
| -------- | -------------------- | ------------------- | -------------------------- | --------------------- |
| 1        | 12 febbraio 2022     | 6,4%                | 7,8%                       | 1.537.000             |
| 2        | 13 febbraio 2022     | 8,0%                | 8,9%                       | 2.065.000             |
| 3        | 19 febbraio 2022     | 8,2%                | 9,0%                       | 1.999.000             |
| 4        | 20 febbraio 2022     | 8,8%                | 10,0%                      | 2.165.000             |
| 5        | 26 febbraio 2022     | 8,0%                | 9,0%                       | 1.988.000             |
| 6        | 27 febbraio 2022     | 9,8%                | 11,1%                      | 2.509.000             |
| 7        | 5 marzo 2022         | 9,7%                | 10,4%                      | 2.620.000             |
| 8        | 6 marzo 2022         | 10,9%               | 11,7%                      | 2.857.000             |
| 9        | 12 marzo 2022        | 10,7%               | 12,0%                      | 2.870.000             |
| 10       | 13 marzo 2022        | 10,9%               | 12,7%                      | 2.887.000             |
| 11       | 19 marzo 2022        | 10,9%               | 12,4%                      | 2.919.000             |
| 12       | 20 marzo 2022        | 10,7%               | 12,5%                      | 2.828.000             |
| 13       | 26 marzo 2022        | 9,9%                | 11,0%                      | 2.796.000             |
| 14       | 27 marzo 2022        | 10,3%               | 11,5%                      | 2.905.000             |
| 15       | 2 aprile 2022        | 9,6%                | 10,3%                      | 2.639.000             |
| 16       | 3 aprile 2022        | 11,5%               | 12,6%                      | 3.047.000             |
| Media    | Media                | 9,6%                | 10,8%                      | 2.539.000             |

## Riconoscimenti
| Anno | Premio              | Categoria                    | Ricevente             | Risultato       | Fonte |
| ---- | ------------------- | ---------------------------- | --------------------- | --------------- | ----- |
| 2022 | Baeksang Arts Award | Miglior Drama                | Venticinque e ventuno | Candidato/a     | [ 4 ] |
| 2022 | Baeksang Arts Award | Miglior Attrice TV           | Kim Tae-ri            | Vincitore/trice | [ 5 ] |
| 2022 | Baeksang Arts Award | Attrice più famosa           | Kim Tae-ri            | Vincitore/trice | [ 6 ] |
| 2022 | Baeksang Arts Award | Miglior Attore Debuttante TV | Choi Hyun-wook        | Candidato/a     | [ 7 ] |